# جعرانه
جعرانه منطقه‌ای مسکونی در عربستان سعودی است که در استان مکه واقع شده‌است.